# Manuel Riu i Riu
Manuel Riu i Riu   (Manresa, 25 de març de 1929 - Sant Llorenç de Morunys, 2 de gener de 2011) fou un historiador medievalista i arqueòleg català.

## Biografia
El seu pare era de Sallent i la seva mare de Sant Llorenç de Morunys, procedents de la petita burgesia catalana. El seu pare era mestre i els avantpassats fusters, tallistes i dauradors d'altars. El 1966 fou catedràtic d'història medieval i va ser destinat a la Universitat de Granada i el 1969 a la Universitat de Barcelona. De l'any 1983 al 1994 va dirigir el Departament d'Història Medieval i Paleografia. Especialitzat en la història monàstica catalana i de l'Andalusia oriental, són importants les seves hipòtesis sobre l'origen del feudalisme a Catalunya, les fonts de l'estadística demogràfica medieval o l'estudi de la producció llanera i ramadera. També es va dedicar a l'arqueologia medieval. Va dirigir o codirigir, amb el Dr. Alberto del Castillo, excavacions dels jaciments del Mas A de Vilosiu, del vilatge de Caulès, del monestir de Sant Sebastià del Sull, del poble abandonat i castell de Castelló Sobirà de Sant Miquel de la Vall, del Castell de Mataplana, Casampons (o Casa-en-Ponç), Marmuyas (o Mazmúllar) a Màlaga, entre d'altres. De reconegut prestigi, va dirigir la publicació bibliogràfica Índice Histórico Español i codirigir les revistes Quaderns d'Estudis Medievals i Acta historica et archaelogica Mediaevalia; així mateix, va col·laborar a Catalunya Carolíngia. Fou membre de la secció historico-arqueològica de l'Institut d'Estudis Catalans, de la Reial Acadèmia de Bones Lletres de Barcelona i corresponent de l'Acadèmia d'història de Madrid. El 2003, va rebre la Creu de Sant Jordi, i el 2006 va rebre el premi ciutat de Berga a la Cultura. És fill adoptiu de Sant Llorenç de Morunys, on té un carrer dedicat des de 2007.

## Obres
- La vida, las costumbres y el amor en la Edad Media (1959).
- Historia de las religiones (1961).
- Historia del cristianismo (1967).
- La pobreza y la asistencia de los pobres en la Cataluña medieval (1982)
- Ceràmica grisa y terrissa popular de la Catalunya medieval (1984)
- Lecciones de historia medieval (1986).
- El antiguo reino nazarí de Granada (1232-1340) (1974). En col·laboració amb Cristóbal Torres Delgado.
- 409-1491 : la feudalización de la Sociedad (1978). En col·laboració amb J. Vernet et alii.
- La Alta Edad Media: del siglo V al siglo XII (1985).
- La baja edad media (siglo XIII al XV) (1986).
- Castells, guaites, torres i fortaleses de la Catalunya medieval (1987)
- L'arqueologia medieval a Catalunya (1989).
- Història de la ciutat de Manresa (1900-1950) (1991).
- Ferran Soldevila (1894-1971). Historiador de Catalunya (1994).

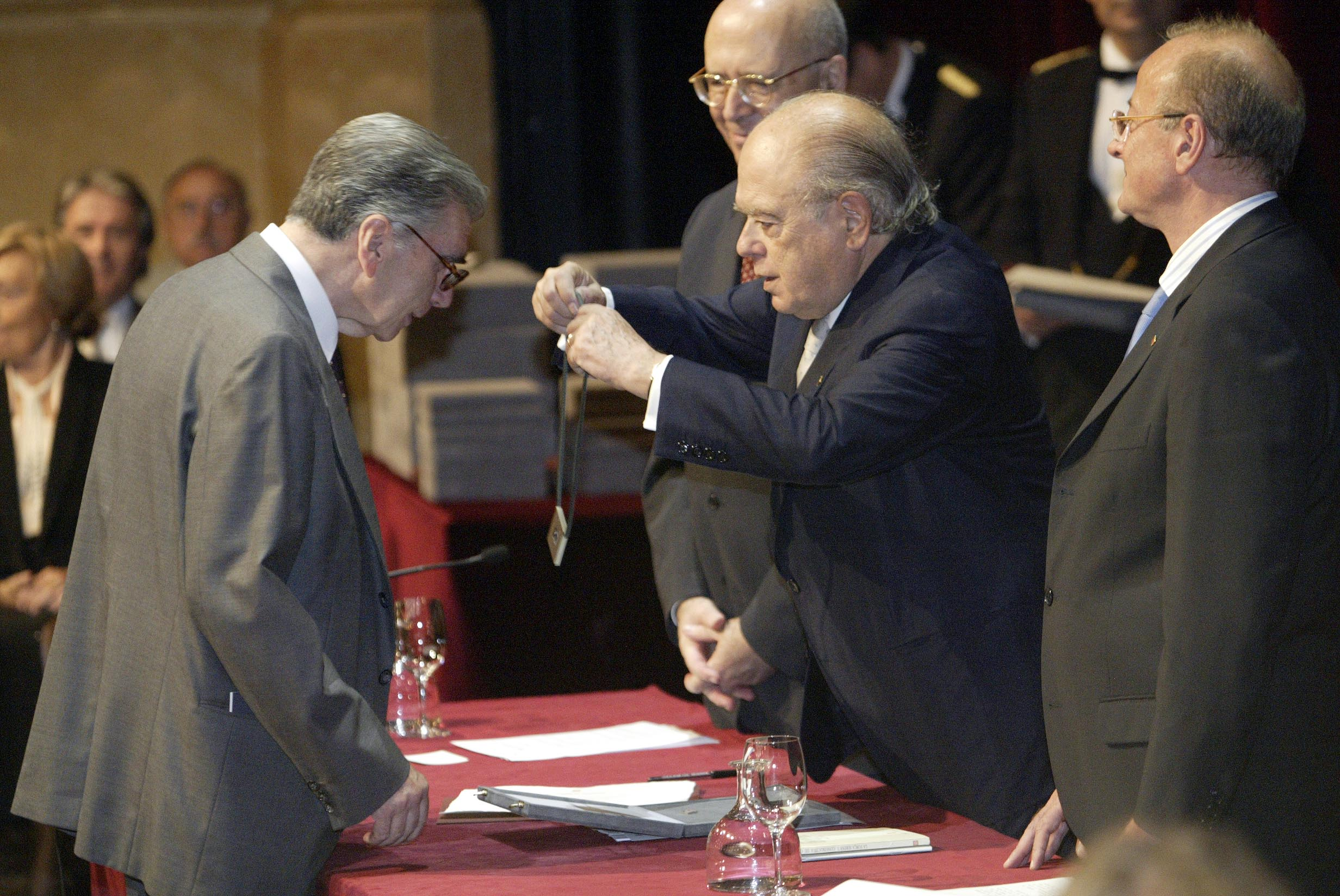
Manuel Riu rep la Creu de Sant Jordi de mans del President de la Generalitat de Catalunya Jordi Pujol i Soley

- Historia de las religiones (2000)